# Ixnay on the Hombre
Ixnay on the Hombre is het vierde studioalbum van de Amerikaanse punkrockband The Offspring uitgebracht op 4 februari 1997 en het album van de band uitgebracht op Columbia Records. De titel van het album betekent zoveel als "fuck autoriteit" of "fuck de man" in het Spaans en Pig Latin.

## Achtergrond en opname
Tegen de tijd dat The Offspring in 1995-1996 nieuw materiaal begon te schrijven voor hun vierde studioalbum, waren ze de grootste act van Epitaph's selectie en geweigerde de band het label te verlaten voordat ze een platencontract met Columbia Records ondertekenden. Na het wijdverbreide commerciële succes van het vorige album van de band, Smash, wilde frontman Dexter Holland dat The Offspring meer albums op Epitaph zou uitbrengen, of voor een lange tijd op het label zou blijven. Er ontstonden echter spanningen toen Epitaph-oprichter en Bad Religion-gitarist Brett Gurewitz besloot om Smash te verkopen aan een groot label in "ruil voor een royalty-override", een actie die de band niet leuk vond. Gurewitz had verschillende grote labels benaderd, zoals Geffen, Capitol en Sony, in een poging om The Offspring te ondertekenen. De band tekende uiteindelijk bij Columbia. De opnamesessies voor Ixnay on the Hombre vonden plaats van juni tot oktober 1996 in Eldorado Recording Studios met producer Dave Jerden (Alice in Chains, Anthrax, Jane's Addiction, Social Distortion). Ixnay on the Hombre was het eerste album waarvoor de band niet samenwerkte met Thom Wilson, die hun vorige drie albums produceerde. In plaats daarvan werd de productie verzorgd door Dave Jerden. 
"Pay the Man" was een van de nummers die werden opgenomen tijdens de Ixnay on the Hombre-sessies, maar werd alleen uitgebracht op Americana. "Change the World" is een doorontwikkeling van de naamloze hidden track die op het einde van het vorige album Smash verscheen (waarin de gitaarriff dezelfde melodie volgt als de leadgitaar in "Genocide" en het drumritme komt van "The Blurb" van Baghdad). "Change the World" zelf bevat een hidden track namelijk een kort gesproken stuk door comedian Calvert DeForest waar hij roept "You guys should try Heavy-Metal, Kiss my ass" met gelach er achteraan. Jason "Blackball" McLean die eerder al extra zang deed "Blackball" van The Offspring (1989) en "Come Out and Play (Keep Em’ Separated)" van Smash (1994) keerde terug om extra zang te doen op "Mota".

## Ontvangst
Met het album sloeg de band een andere muzikale richting in dan met hun vorige studioalbum Smash (1994). Hoewel Ixnay on the Hombre niet net zo succesvol was als Smash, werd het album redelijk goed ontvangen door zowel critici als fans. Het album kwam binnen op nummer negen op de Amerikaanse Billboard 200-hitlijst en behaalde in dat land platina. Singles om Ixnay on the Hombre te promoten waren "All I Want", "Gone Away", "The Meaning of Life" en "I Choose". "Cool to Hate" kreeg ook radio-airplay. Twee van de vijf singles ("All I Want" en "Gone Away") verschenen op het Greatest Hits-album van The Offspring.

## Nummers
| No. | Titel                 | Looptijd |
| --- | --------------------- | -------- |
| 1.  | "Disclaimer"          | 0:44     |
| 2.  | "The Meaning of Life" | 2:55     |
| 3.  | "Mota"                | 2:56     |
| 4.  | "Me & My Old Lady"    | 4:32     |
| 5.  | "Cool To Hate"        | 2:47     |
| 6.  | "Leave It Behind"     | 1:56     |
| 7.  | "Gone Away"           | 4:27     |
| 8.  | "I Choose"            | 3:54     |
| 9.  | "Intermission"        | 0:48     |
| 10. | All I Want            | 1:54     |
| 11. | "Way Down The Line"   | 2:35     |
| 12. | "Don’t Pick It Up"    | 1:52     |
| 13. | "Amazed"              | 4:25     |
| 14. | "Change The World"    | 6:23     |

## Betrokkenen

### The Offspring
- Dexter Holland –  zang, slaggitaar
- Noodles – leadgitaar, achtergrondzang
- Greg K. – basgitaar, achtergrondzang
- Ron Welty – drums

### Aanvullende musici
- Jello Biafra – stem op "Disclaimer"
- Jason "Blackball" McLean – extra zang op "Mota"
- John Mayer – stem op "Intermission"
- Calvert DeForest – stem op "Change the World"
- Paulinho da Costa – extra percussie
- Davey Havok – achtergrondzang